# カミムラ晋作
カミムラ 晋作（カミムラ しんさく、1月6日 - ）は、日本の漫画家。愛知県名古屋市出身。代表作は、『E★エブリスタプレミアム』で連載していた『マジャン 〜畏村奇聞〜』。

## 経歴
- 『週刊少年チャンピオン』にて2005年40号より2006年25号まで『サイカチ 真夏の昆虫格闘記』（原作：藤見泰高）を連載。
- 2006年から2007年にかけて、『チャンピオンRED』と『チャンピオンRED いちご』にて読切数本掲載。
- 2007年、『近代麻雀』本誌と『オリジナル』にて読切2本掲載。
- 『チャンピオンRED』にて2007年3月より2010年6月号まで『ベクター・ケースファイル 稲穂の昆虫記』（原作：藤見泰高）を連載。
- 『チャンピオンRED』にて2010年8月号より2011年3月号まで『必蟲SWEEPERS』（原作：藤見泰高）を連載。
- 『E★エブリスタプレミアム』にて2010年6月4日より2014年8月28日まで『マジャン 〜畏村奇聞〜』を連載。
- 『ComicWalker』にて2015年6月19日より2017年1月5日まで『おとうふ次元』（原作：森繁拓真）を連載[1]。
- 『Dモーニング』にて2019年21・22合併号に読み切りとして一挙3話『どくヤン!』（原作：左近洋一郎）を掲載。その後、同年36・37合併号より2020年40号まで同作を連載。
- 『ComicWalker』にて2020年3月4日より2020年12月4日まで『トリアーデ』（協力：愛澤圭次）を連載[2]。
- 双葉社のWeb文芸マガジン「カラフル」にて、2022年4月から『黒と誠〜本の雑誌を作った男たち』を連載開始。

## 作品

### 連載作品
- サイカチ 真夏の昆虫格闘記（原作：藤見泰高）（2005年 - 2006年、『週刊少年チャンピオン』） - 1巻まで刊行されるも、2巻以降の刊行は未定。
- ベクター・ケースファイル 稲穂の昆虫記（原作：藤見泰高）（2007年 - 2010年、『チャンピオンRED』、全10巻）
- 必蟲SWEEPERS（原作：藤見泰高）（2010年 - 2011年、『チャンピオンRED』、全2巻）
- マジャン 〜畏村奇聞〜（2011年 - 2013年、『E★エブリスタプレミアム』、2016年、マンガ図書館Z、全11巻） - 2巻まで刊行されるも、3巻以降の刊行は中止。その後、マンガ図書館Zにて無料公開された。
- おとうふ次元（原作：森繁拓真）（2015年 - 2017年、『ComicWalker』、全3巻）
- どくヤン!（原作：左近洋一郎）（2020年 - 2021年、『Dモーニング』、全3巻（3巻は電子書籍のみ））
  - どくヤン! 読書ヤンキー血風録（2021年、前述の電子書籍のみだった「どくヤン!」3巻の紙版、本の雑誌社）
- トリアーデ（協力：愛澤圭次）（2020年 - 2021年、『ComicWalker』、全2巻）
- トー牌少女（協力：山崎かのり）（2024年21号 - 2025年15号、『漫画アクション』、既刊1巻）

### 描き下ろし作品
- イラストだから覚えられる 会話で必ず使う英単語1100（著：石井辰哉）（2016年、クロスメディア・ランゲージ、全1巻）※イラスト
- まんがでわかる! 元気が出る睡眠（監修：鍛治恵）（2016年、クロスメディア・パブリッシング、全1巻）